# Segni d'aria

Il simbolo dell'elemento aria è un triangolo con la punta in alto attraversato da una linea orizzontale, il colore ad esso attribuito è spesso il giallo, oppure anche il bianco.

Nello zodiaco e nell'astrologia occidentale, i segni d'aria costituiscono la triplicità associata all'omonimo elemento.

## Caratteristiche
I tre segni zodiacali collegati con l'elemento aereo sono Gemelli (terzo segno dello zodiaco), Bilancia (settimo segno) e Acquario (undicesimo segno). Pur non avendo nessuna base scientifica, la tradizione vuole che caratteristiche comunemente associate all'aria siano le qualità intellettuali e di pensiero, il temperamento sanguigno, lo spirito, l'estrosità, la fantasia, talvolta controbilanciate dalla scarsa concretezza materiale. Pianeti domiciliati nei tre segni d'aria sono rispettivamente Mercurio, Venere e Urano.
Elemento leggero in quanto composto di poca materia, l'aria è opposta alla pesantezza della terra.
Sullo zodiaco i segni d'aria risultano invece opposti e complementari a quelli di fuoco, a cui danno alimento (il fuoco si nutre dell'aria).

## Rapporto con le stagioni
- I Gemelli, segno mobile, sono posti al termine della primavera[7]: segno opposto è il Sagittario, collocato alla fine dell'autunno.[4]
- La Bilancia, segno cardinale, è posta all'inizio dell'autunno[8]: segno opposto è l'Ariete, posizionata al principio della primavera.[4]
- L'Acquario, segno fisso, è posto al centro dell'inverno[9]: segno opposto è il Leone, situato nel centro dell'estate.[4]

L'aria, tipicamente umida, è assente dalla stagione estiva, nella quale prevale il secco. I segni associati ad elementi leggeri, quali appunto l'aria ed il fuoco, sono definiti «maschili».